# Saint-Clément-sur-Valsonne
Saint-Clément-sur-Valsonne é uma comuna francesa na região administrativa de Auvérnia-Ródano-Alpes, no departamento de Ródano. Estende-se por uma área de 14,51 km². Em 2010 a comuna tinha 918 habitantes (densidade: 63,3 hab./km²).